# Henryk Jabłoński
Henryk Jan Jabłoński GColIH (Stary Waliszew, 27 de Dezembro de 1909 - Varsóvia, 27 de Janeiro de 2003) foi um político, historiador e professor polaco.

## Carreira
Historiador e Professor na Universidade de Varsóvia, foi 15.º Chefe do Conselho de Estado da Polónia pelo Partido Operário Unificado Polaco de 28 de Março de 1972 a 6 de Novembro de 1985.
A 16 de Março de 1976 recebeu o Grande-Colar da Ordem do Infante D. Henrique de Portugal.

## Obras
- Polityka PPS com trakcie wojny 1914–1918" (1958)
- Narodziny II Rzeczpospolita (1962)